# Jenny (participante do ESC)
Jenny é uma cantora andorrina. Jenny foi a representante de Andorra no Festival Eurovisão da Canção 2006, não tendo conseguido passar à final com um 23º lugar na semi-final.